# Hull-Gletscher
Der Hull-Gletscher ist ein Gletscher an der Ruppert-Küste des westantarktischen Marie-Byrd-Lands. Er fließt in nordwestlicher Richtung zwischen Mount Giles und Mount Gray zur Hull Bay.
Wissenschaftler der United States Antarctic Service Expedition (1939–1941) entdeckten ihn und benannten ihn nach dem US-amerikanischen Politiker und Friedensnobelpreisträger Cordell Hull (1871–1955), Außenminister der Vereinigten Staaten von 1933 bis 1944.